# Nikolaj Karlovič von Meck
Nikolaj Karlovič von Meck (rusky Николай Карлович фон Мекк, 28. dubna 1863 – 24. květen 1929 ) byl ruský a sovětský specialista na provoz a budování železnic. Byl manželem neteře Petra Iljiče Čajkovského.

## Životopis

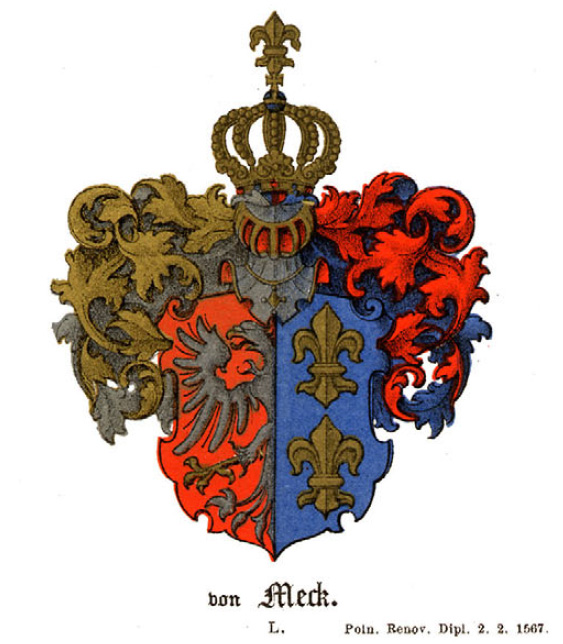
Erb rodu von Meck

Nikolaj Karlovič se narodil 28. dubna 1863 v Moskvě. Jeho otec Karl Otto Georg von Meck pocházel z německého rodu a stal se jedním z nejúspěšnějších podnikatelů v Ruském impériu. Matka Naděžda rozená Fralovská, byla neteří slavného knížete Potěmkina a pocházela z bohaté šlechty v Saratovské gubernii. Byla mecenáškou mnoha hudebníků, mezi nimiž byl Claude Debussy, Nikolaj Rubinštejn, ale především Petr Iljič Čajkovskij.
Byl druhým synem v rodině a byl vychován hlavně s o rok mladším bratrem Alexandrem. Malý Kolja získal počáteční vzdělání v soukromé moskevské internátní škole, kde byl považován za prvního studenta. V roce 1877 nastoupil po studiích se svým bratrem Sašou na Císařskou právnickou školu v Petrohradě. Tam nebyl příliš úspěšný, stejně jako jeho bratr. Šlo především o to, že profese právníka nebo kariéra soudního úředníka mladíky příliš nelákala. Po absolvování vysoké školy se rozhodl věnovat rodinné železniční firmě, začal pracovat v této oblasti od nejnižších úrovní, ne však na rodinné železnici, ale na státní Nikolajevské dráze. Jako praktik zdola se časem ujal vedení rodinného podniku, Kazaňsko-moskevské dráhy, kterou úspěšně rozvíjel až do znárodnění.
Věnoval se rovněž charitě a bohaté společenské činnosti. V roce 1888 se oženil s neteří Petra Iljiče Čajkovského a dcerou děkabristy Denise Vasiljeviče Davydova.
Po znárodnění rodinného podniku pracoval v Plánovací komisi pro Radu lidových komisařů, jako specialista pro železnice. Vzhledem ke svému sociálnímu a částečně německému původu se mu však nepodařilo trvale získat důvěru nové vlády. 24. května 1929 byl v Moskvě zastřelen na samém počátku Stalinských čistek.

## Podnikatelská činnost
Nikolaj Karlovič von Meck se stal talentovaným pokračovatelem otcova díla, jedním z největších železničních podnikatelů v Rusku konce 19. a počátku 20. století. 1. listopadu 1890 se stal členem představenstva Moskevsko-kazaňské železniční společnosti. V této funkci společnost řídil 27 let až do znárodnění podniku v roce 1917. Podle vzpomínek spolupracovníků se vyznačoval mimořádnou pílí, střízlivostí myšlení, výjimečnou energií při dosahování cíle.
Za prvních devět let jeho vedení se délka moskevsko-kazaňské železnice prodloužila devětkrát – z 233 verst na 2,1 tisíce verst. 
Úspěch Nikolaje Karloviče von Meck byl založen na vysoké profesionalitě, důkladnosti při provádění průzkumných prací a vypracování projektů. K získání potřebných výjimek a informací přispěly i von Meckovy styky s členy královské rodiny a dvořany. Těšil se podpoře a záštitě císařovniny sestry velkovévodkyně Alžběty Fjodorovny, která o něm mluvila jako o „nejčestnějším služebníkovi cara a vlasti“. Sblížila Nikolaje Karloviče s královským dvorem a mnoha petrohradskými hodnostáři. Žádný z majitelů jiných soukromých drah nepožíval takové benevolence a dispozice nejvyšší moci jako on. V mnoha státních institucích, zejména na ministerstvu financí, v odboru železničních záležitostí ministerstva železnic, měl Nikolaj Karlovič přátele a patrony,
Koncem roku 1912 vozový park železnice tvořily parní lokomotivy v počtu 517 kusů (v roce 1865 - 31), 685 osobních vozů (v roce 1865 69 kusů), 14858 nákladních vozů (768 v roce 1865).
V letech Nové ekonomické politiky se Nikolaj Karlovič zabýval plánovacími otázkami, působil jako stálý zástupce ve Státní plánovací komisi. Spolu s každodenní praktickou prací se zamýšlel nad perspektivami rozvoje železnice v zemi. Právě v této době vyšly jeho knihy o historii a ekonomice ruské železniční dopravy: „Ekonomika dopravy a její vyhlídky v naší vlasti“, „Budoucnost komunikací na západní Sibiři“ atd.
Přes loajalitu nové vládě nemohl při svém původu odolat Stalinově potřebě výměny starých nespolehlivých kádrů za nové mladé odborníky. V roce 1929 podlehl v procesu vyšetřování důlních sabotáží, přestože svou vinu do posledních chvil popíral.

## Příbuznost s Petrem Iljičem Čajkovským

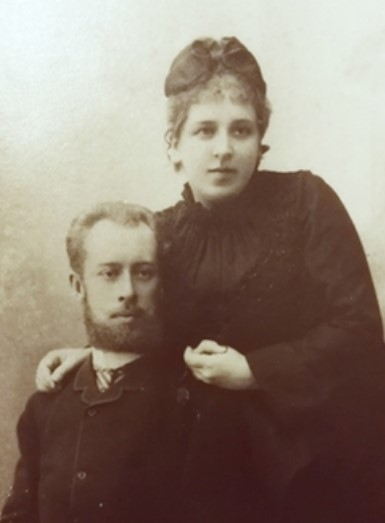
Manželé Nikolaj a Anna von Meck

Nikolaj, stejně jako jeho bratr Alexandr, Čajkovského od mládí dobře znal a často si s ním dopisoval. Jeho matka, nejvýznamnější mecenáška Čajkovského, vždy snila o příbuzenském spojení s u umělcem. Věkově v úvahu připadali synové Nikolaj a Alexandr a Čajkovského neteře. Poprvé tuto myšlenku předložila Naděžda Filaretovna v dopise z 23. srpna 1879. "Napadla mě myšlenka a v důsledku toho touha sjednotit cesty našich dětí, vaší Nataši a mého Kolji." . Nikolajovi v té době bylo 16 a Nataše 11 let. Konečného konspiračního úspěchu Naděžda von Meck dosáhla až u starší Čajkovského neteře Anny Davydovové. Jejich sňatek se konal 30. ledna 1884. Naděžda Filaretovna se nikdy nesetkala s rodiči své snachy a udržovala s nimi vztahy pouze písemně.
Po svatbě se P. I. Čajkovskij stal blízkým příbuzným a členem rodiny von Meck. Často navštěvoval mladý pár, zajímal se o jejich život a strachoval se o jejich vztah, pokud vytušil nějaké rozkoly. Manželství se však ukázalo jako velmi pevné. Pár měl šest dětí, tři syny a tři dcery.
Manželka Anna byla po smrti manžela čtyři roky vězněna na Západní Sibiři, dcera Galina emigrovala do Anglie, kde do angličtiny přeložila korespondenci své babičky s P.I.Čajkovským a v angličtině vydala paměti Jak si je pamatuji.

## Společenské aktivity a záliby
V roce 1903 se jako předseda představenstva Moskevsko-kazaňské dráhy zasloužil o organizaci poutní cesty Mikuláše II. s rodinou do Sarovského kláštera. Na samém začátku rusko-japonské války vedl oddělení pro zasílání charitativního zboží na Dálný východ. Po více než dvacet let byl nejbližším pomocníkem velkovévodkyně Jelizabety Fjodorovny, později kanonizované pravoslavnou i luteránskou církví.

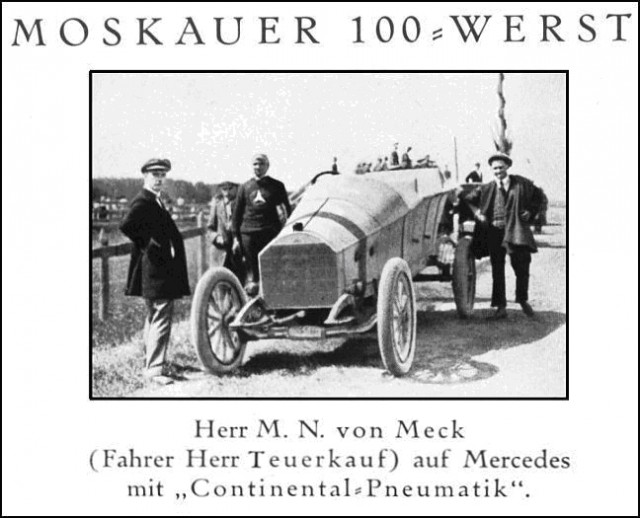
N.K. von Meck v depu závodu 100 verst moskevských

Jedním z mnoha koníčků byli i koně. Na svém panství měl hřebčín belgických koní těžké váhy. Byl řádný člen Moskevské a Petrohradské společnosti pro podporu chovu klusáckých koní, viceprezident Jihozápadní společnosti pro podporu chovu klusáckých koní, viceprezident Kyjevské společnosti pro dostihy, účastník mnoha výstav.
Byl často vítězem zemědělských výstav, pěstoval jahody, meruňky a broskve v Moskevské oblasti, které se dostávaly na prestižní trhy.
Od dětství se zajímal o umění a hrál na housle. V jeho domě se dvakrát měsíčně scházeli profesionální hudebníci a milovníci hudby. Často hrál se Sergejem Tanějevem.
Sbíral obrazy, znal se s významnými umělci, mnoho let pomáhal Michailu Vrubelovi a platil za jeho léčbu. Po smrti umělce přidělil vdově doživotní penzi. Finančně pomáhal i malíři Abramu Archipovi a Borisi Kustodijevovi.  Boris Michailovič Kustodijev později navštívil panství von Mecků a vytvořil nejznámější portréty jejich členů včetně Nikolaje Karloviče.
Finanční podporou mnohým ruským malířům byla honosná výzdoba Kazaňského nádraží v Moskvě.
V roce 1899 se Nikolaj Karlovič stal jedním z prvních majitelů automobilu v Rusku. V roce 1903 vytvořil a Moskevský klub motoristů, byl organizátorem a účastníkem prvních motoristických závodů v Rusku, ředitelem čtyř závodů.
Aktivně se zajímal o letectví. Jako místopředseda Moskevské aeronautické společnosti organizoval první let z Petrohradu do Moskvy.
Byl aktivním, často vůdčím členem více než dvaceti organizací s charitativním a obecně prospěšným charakterem.